# Xylotrechus javanicus
Xylotrechus javanicus là một loài bọ cánh cứng trong họ Cerambycidae.